# Baby Lasagna
Marko Purišić, znan pod umetniškim imenom Baby Lasagna, hrvaški pevec, besedilopisec in glasbeni producent; * 5. julij 1995, Umag, Hrvaška.
Baby Lasagna je hrvaški predstavnik na Pesmi Evrovizije 2024, kjer je s skladbo Rim Tim Tagi Dim osvojil drugo mesto.

## Kariera
Med letoma 2011 in 2016 ter ponovno med 2018 in 2022 je nastopal kot kitarist v hrvaški rokovski skupini Manntra. Leta 2019 je s skupino nastopil na Dori, hrvaškem predizboru za Pesem Evrovizije; skupina je s skladbo In the Shadows prejela 12 točk in zasedla četrto mesto. Leta 2023 je skupino zapustil in se podal na samostojno glasbeno pot. Svoj debitantski singel z naslovom IG Boi in pod nadimkom Baby Lasagna je pri založbi Molly Studios izdal 21. oktobra 2023. Čez dva meseca, decembra 2023, je izdal svoj drugi singel z naslovom Don't Hate Yourself, But Don't Love Yourself too Much.
Leta 2024 se je s skladbo Rim Tim Tagi Dim prijavil na Doro, hrvaški predizbor za Pesem Evrovizije. Žirija hrvaške nacionalne televizije ga ni uvrstila med nastopajoče na Dori, izbrala pa ga je za rezervno skladbo. Ker je ena od predstavnic, pevka Zsa Zsa, kasneje odstopila, je bil uvrščen med nastopajoče. Nastopil je v drugem polfinalu 23. februarja 2024 ter se uvrstil v finale. V finalu 25. februarja 2024 je zmagal in tako postal hrvaški predstavnik na Pesmi Evrovizije 2024. Najvišje število glasov med vsemi nastopajočimi je prejel tako od strokovnih žirij kot od občinstva.
V prvem polfinalu Pesmi Evrovizije je kot prvouvrščen napredoval v finale, v katerem je osvojil drugo mesto in postal najbolje uvrščeni hrvaški predstavnik doslej. Žirija ga je uvrstila na tretje mesto, medtem ko je od publike prejel največ glasov med vsemi nastopajočimi.  

## Diskografija

### Studijski albumi
| Naslov            | Podrobnosti |
| ----------------- | --- |
| DMNS & Mosquitoes | - Datum izida: 7. februar 2025 - Založba: Polydor Records, Universal - Format: CD, LP, digitalni prenos, pretakanje |

### Singli
| Naslov                                                                                                   | Leto | Najvišja uvrstitev na lestvici | Najvišja uvrstitev na lestvici | Album             |
| Naslov                                                                                                   | Leto | CRO                            | CRO Billb.                     | Album             |
| --- | ---- | ------------------------------ | ------------------------------ | ----------------- |
| »IG Boy«                                                                                                 | 2023 | —                              | —                              | DMNS & Mosquitoes |
| »Don't Hate Yourself, But Don't Love Yourself Too Much«                                                  | 2023 | —                              | —                              | DMNS & Mosquitoes |
| »Rim Tim Tagi Dim«                                                                                       | 2024 | 1                              | 2                              | DMNS & Mosquitoes |
| »And I«                                                                                                  | 2024 | 1                              | —                              | DMNS & Mosquitoes |
| »Biggie Boom Boom«                                                                                       | 2024 | 1                              | —                              | DMNS & Mosquitoes |
| »Catch Me If You Can«                                                                                    | 2024 | 14                             | —                              | DMNS & Mosquitoes |
| »Stress«                                                                                                 | 2025 | 5                              | —                              | DMNS & Mosquitoes |
| "—" označuje single, ki se niso uvrstili na glasbene lestvice oziroma niso bili izdani v dotični državi. |      |                                |                                |                   |

## Zasebno
Purišić je katolik. Javno je spregovoril o svojih težavah s tesnobnostjo. Oktobra 2024 se je poročil s partnerko Elizabeto Ružić.